# 読者への挑戦
読者への挑戦（どくしゃへのちょうせん、英語Challenge your readers）とは、推理小説の技法である。「読者の挑戦状」とも言う。探偵や刑事役などが犯人を特定する前に物語を止め、読者に対して誰が犯人であるかを問うことである。J・J・コニントンが1926年に『或る豪邸主の死』で用いたのが最初の用例で、その後エラリー・クイーンが『ローマ帽子の謎』をはじめとする「国名シリーズ」で用いることで広く知られるようになった。日本では有栖川有栖が『月光ゲーム Yの悲劇'88』をはじめとする「学生アリスシリーズ」の全長編作品で用いている。

## ルール
明確なルールがあるわけではないが、読者が推理できること、推理できる材料が示されていることなどが挙げられる。

## 主な読者への挑戦がある作品

### 海外小説
- 1926年 『或る豪邸主の死』（J・J・コニントン）
- 1929年 『ローマ帽子の謎』（エラリー・クイーン）
- 1930年 『フランス白粉の謎』（エラリー・クイーン）
- 1931年 『オランダ靴の謎』（エラリー・クイーン）
- 1932年 『ギリシア棺の謎』（エラリー・クイーン）
- 1932年 『エジプト十字架の謎』（エラリー・クイーン）
- 1933年 『アメリカ銃の謎』（エラリー・クイーン） - 同年の『シャム双生児の謎』には読者への挑戦は挿入されていない。
- 1934年 『チャイナ橙の謎』（エラリー・クイーン）
- 1935年 『スペイン岬の謎』（エラリー・クイーン）
- 1936年 『中途の家』（エラリー・クイーン） - クイーンの作品中、読者への挑戦が挿入された最後の長編。
- 1937年 『警官の騎士道』（ルーパート・ペニー）
- 1938年 『警官の挑戦』（ルーパート・ペニー）
- 1938年 『服用禁止』（アントニイ・バークリー）

### 国内小説
- 1936年 『人生の阿呆』（木々高太郎）
- 1946年 『蝶々殺人事件』（横溝正史）
- 1947年 - 1948年 『不連続殺人事件』（坂口安吾） - 連載時は懸賞金つき。角川文庫版など、挑戦が収録されていない版もある。
- 1949年 - 1950年 『呪縛の家』（高木彬光）
- 1955年 『人形はなぜ殺される』（高木彬光）
- 1957年 - 1958年 『樹のごときもの歩く』（坂口安吾・高木彬光） - 坂口安吾の未完の長編『復員殺人事件』（1949年 - 1950年）を高木彬光が補筆したもの。連載時は懸賞金つき。挑戦が収録されていない版もある。
- 1981年 『占星術殺人事件』（島田荘司）
- 1989年 『月光ゲーム Yの悲劇'88』（有栖川有栖）
- 1989年 『孤島パズル』（有栖川有栖）
- 1992年 『双頭の悪魔』（有栖川有栖）
- 1995年『鳴風荘事件 殺人方程式II』（綾辻行人）
- 1996年『星降り山荘の殺人』（倉知淳）
- 2007年 『女王国の城』（有栖川有栖）
- 2012年 『体育館の殺人』（青崎有吾）
- 2021年『硝子の塔の殺人』（知念実希人）
- 2023年 『不死探偵・冷堂紅葉』（零雫）

### 漫画
- 『金田一少年の事件簿』